# Spade cinesi

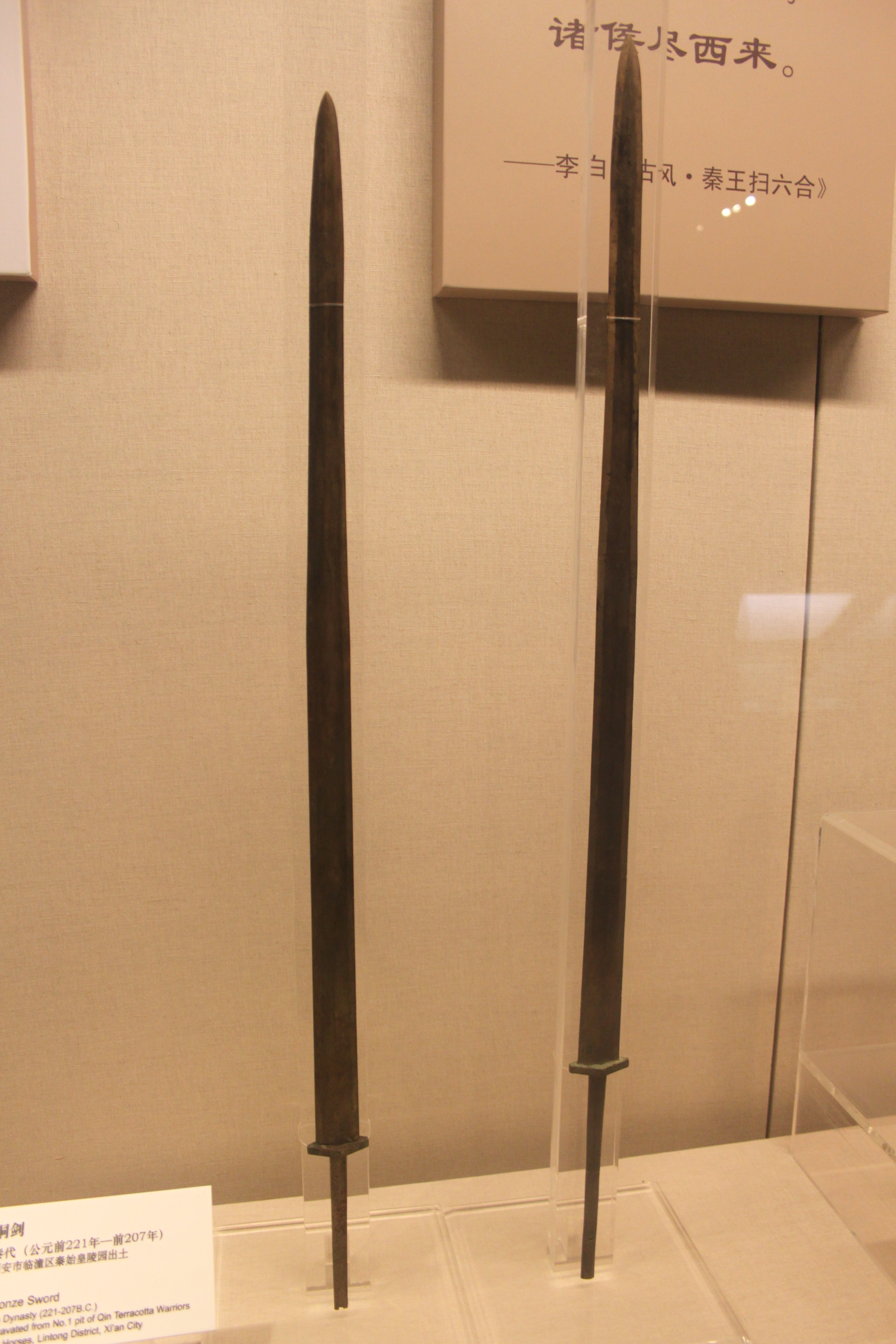
Jian della dinastia Qin in bronzo.

La fabbricazione della spada vanta una storia lunghissima nell'Impero cinese: dalle spade cerimoniali di pietra (spec. giada) delle culture neolitiche cinesi, alla daghe in bronzo della Dinastia Shang, alle spade raffinatissime della florida Età del bronzo cinese, arrivando poi alle spade in ferro, diffusesi relativamente tardi in Cina (V-III secolo a.C.). Normalmente, si trattava di armi di lunghezza compresa tra i 70 ed i 100 cm ma vi furono anche esemplari più lunghi.
Dalla Cina, le spade in ferro passarono in Vietnam, Corea e Giappone tra I e III secolo (fine della Dinastia Han). Nel Sol Levante, spade e fabbri sinici continuarono ad essere importati fino al VI secolo (fine del Periodo Kofun).
Le spade cinesi vengono semplicisticamente divise in due categorie:
- Jian (劍T, 剑S, jiànP, chienW) a lama diritta e doppia affilatura;
- Dao (刀S, dāoP, taoW), monofilare, inizialmente a lama diritta tp. costoliere e poi a lama curva tp. scimitarra.

Esistono comunque anche tipologie di spada "anomale": v.si nel seguito "Tipi di spade cinesi".

## Storia

### Origini neolitiche
Caratteristica precipua dell'oplologia cinese fu la produzione di spade (in realtà daghe) di giada sin dal Neolitico: es. Cultura di Hongshan (4700-3000 a.C.)

### Età del bronzo: dalla Dinastia Shang (1600 a.C.-1046 a.C.) al "Periodo delle primavere e degli autunni" (771-476 a.C.)

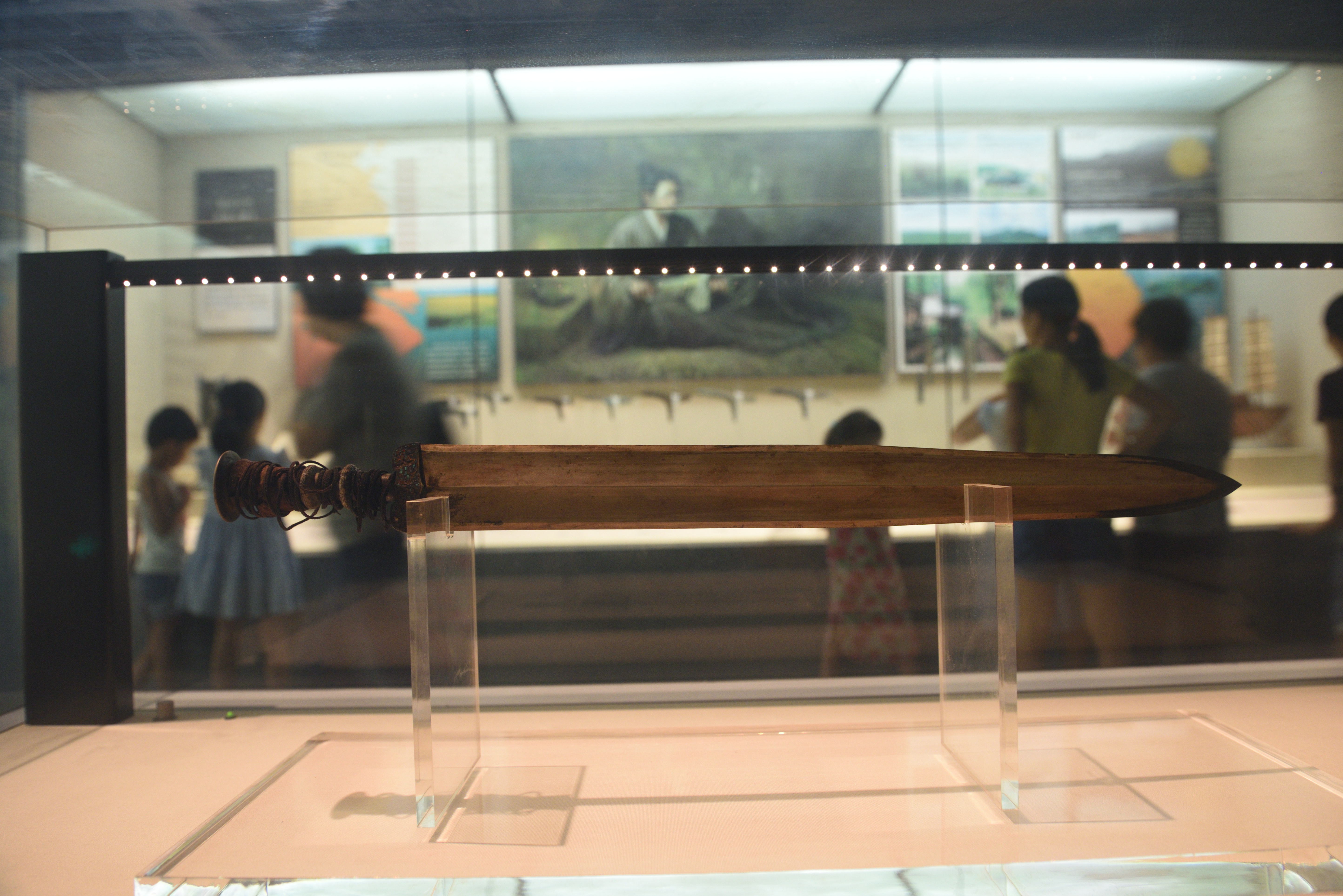
Jian del re Yue Zhezhi Yuyi.

La lavorazione del bronzo sbocciò in Cina nel 2000 a.C. grazie alla Cultura di Erlitou, prob. un sito della Dinastia Xia, presso il quale vennero fabbricate le prime armi in bronzo: fond. le Gē (戈T), esotica arma inastata nota come "ascia-daga". Ancora al tempo della successiva Dinastia Shang che per prima organizzò forze armate su vasta scala la spada non figurava però nella panoplia standard, composta invece da picca (矛T, 矛S, máoP, maoW), scure (yuè 鉞), gē, arco composito (弓S, gōngP) ed armatura. Il corredo nella tomba della sacerdotessa e generale Fu Hao, moglie di Wu Ding di Shang, sepolta approssimativamente nel 1200 a.C., comprende al massimo dei coltelli in bronzo a lama diritta, c.d. zhibeidao (直背刀S).
Le prime spade cinesi vere e proprie, manufatte in bronzo e del tipo jian, apparvero sotto la Dinastia Zhou occidentale (1045-771 a.C.): armi corte e massicce, con lama diritta di 28-46 cm, utilizzate come estrema difesa dai combattenti quando tutte le altre opzioni erano fallite. A quel tempo, il fulcro delle armate cinesi era infatti composto dalle unità di carri che affidavano la loro efficienza sulle armi inastate come il gē, sull'arco e sulla balestra (弩S,  nŭ P), presente in Cina dal 650 a.C. circa. Entro il tardo "Periodo delle primavere e degli autunni", i jian si allungarono fino a circa 56 cm. A questo punto, alcuni soldati iniziarono a preferire il jian al gē quale arma d'elezione in ragione della sua maggiore maneggevolezza. Gli stati di Yue prima e di Chu poi divennero in quel tempo famosi per le loro spade: es. la famosa "Spada di Goujian". La Cina aveva nel frattempo iniziato a produrre acciaio (VI secolo a.C.) ma fu solo più tardi che gli strumenti in ferro e acciaio furono prodotti in quantità utili. Intorno al 500 a.C. tuttavia la combinazione di spada e scudo cominciò a essere considerata tatticamente superiore alla qiāng (槍T, 枪S, lancia) o al gē.

### "Periodo degli Stati Combattenti" (475-221 a.C.)
Il c.d. "Periodo degli Stati Combattenti" innescò una massiccia evoluzione dell'arte bellica in Cina, con il sistematico abbandono dei carri da guerra in favore della cavalleria, il dispiegamento logistico d'eserciti composti da centinaia di migliaia di persone, la redazione dei "Sette classici militari" (武經七書T, 武经七书S, WǔjīngqīshūP, Wu ching ch'i shuW) e la produzione di spade in ferro e acciaio. Queste ultime, lunghe 80-100 cm, apparvero intorno al III secolo a.C. negli stati di Chu, Han e Yan. La maggior parte delle armi era ancora in bronzo ma le armi in ferro e acciaio stavano iniziando a diventare più comuni. Entro la fine del III secolo a.C. i cinesi avevano imparato a produrre spade d'acciaio temprato, relegando le spade di bronzo a pezzi cerimoniali. Il manuale di strategia Zhan Guo Ce afferma che lo stato di Han creò le armi migliori, in grado di fendere armature, scudi, stivali di cuoio ed elmi, anche i più robusti.

### Dinastia Qin (221-206 a.C.)
Qin Shi Huang (260-210 a.C.) unificò la Cina nel 221 a.C., fondando la Dinastia Qin e trasformando l'amalgama etnico-culturale degli "Stati Combattenti" in un impero. La "Danza della spada" venne menzionate per la prima volta poco dopo la fine della dinastia e, contestualmente, spade lunghe fino a 110 cm cominciarono ad apparire.

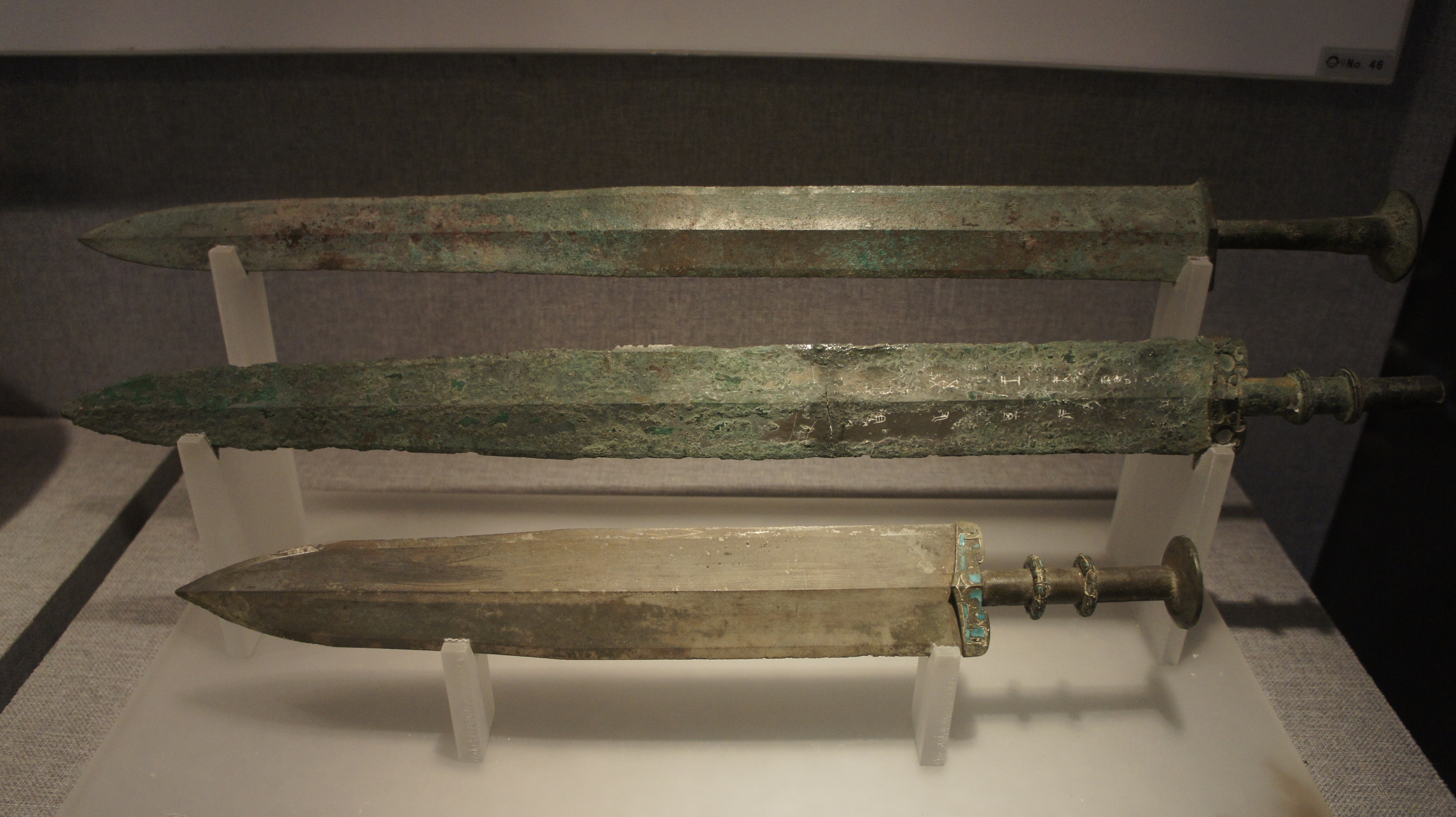
Jian di bronzo degli "Stati Combattenti"
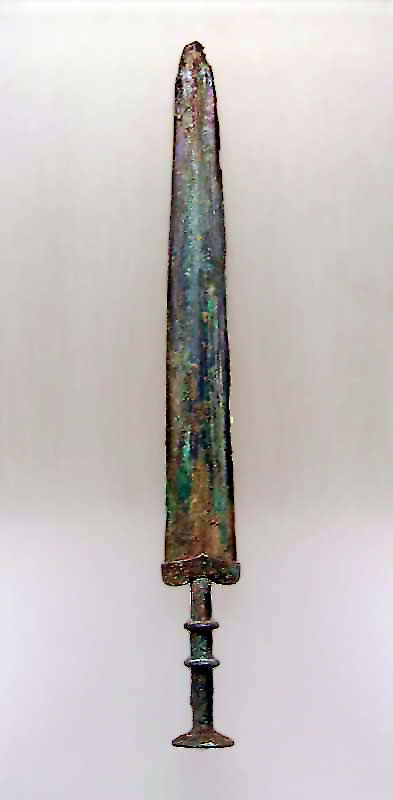
Jian di bronzo degli "Stati Combattenti"
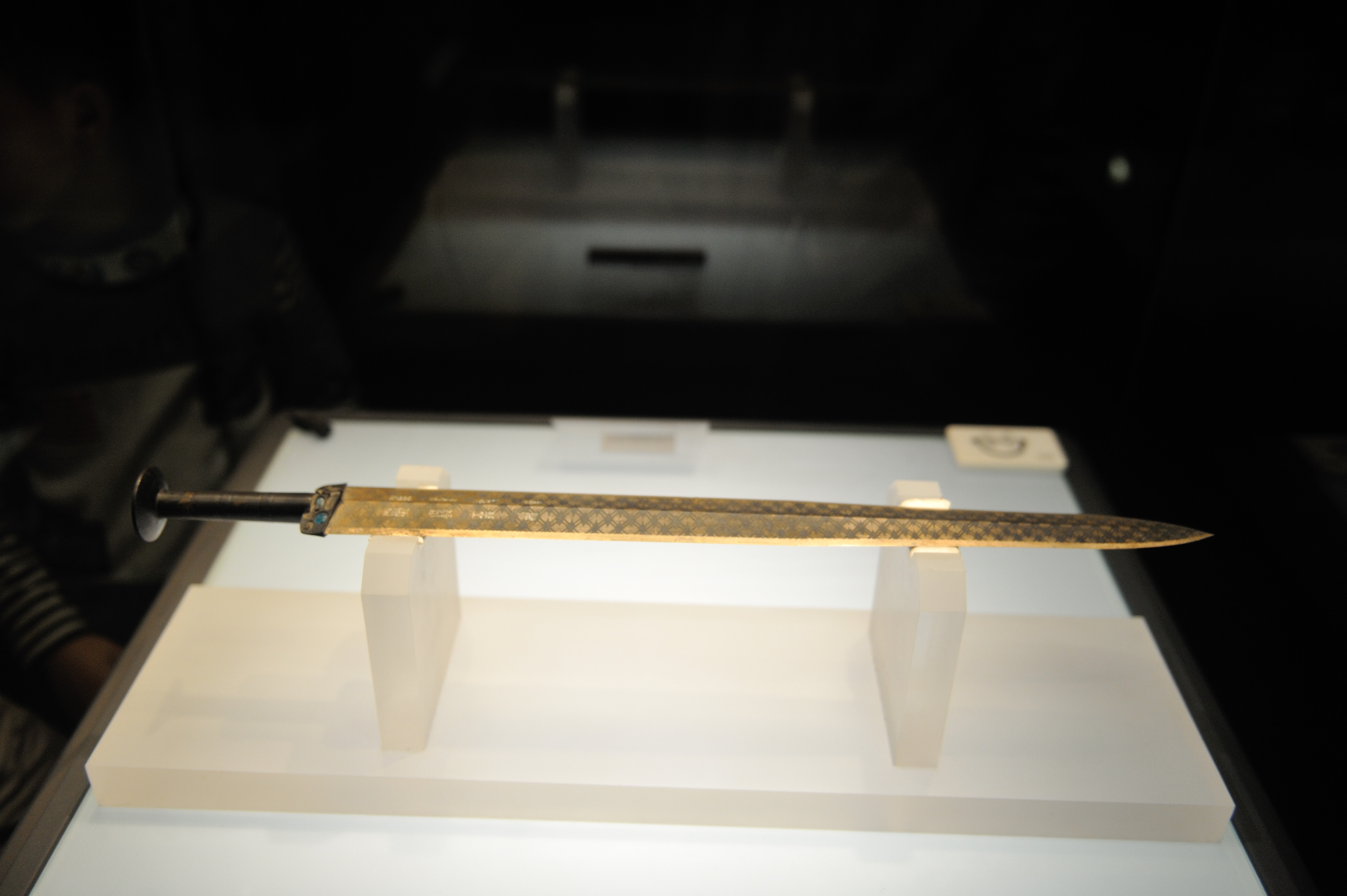
La "Spada di Goujian"
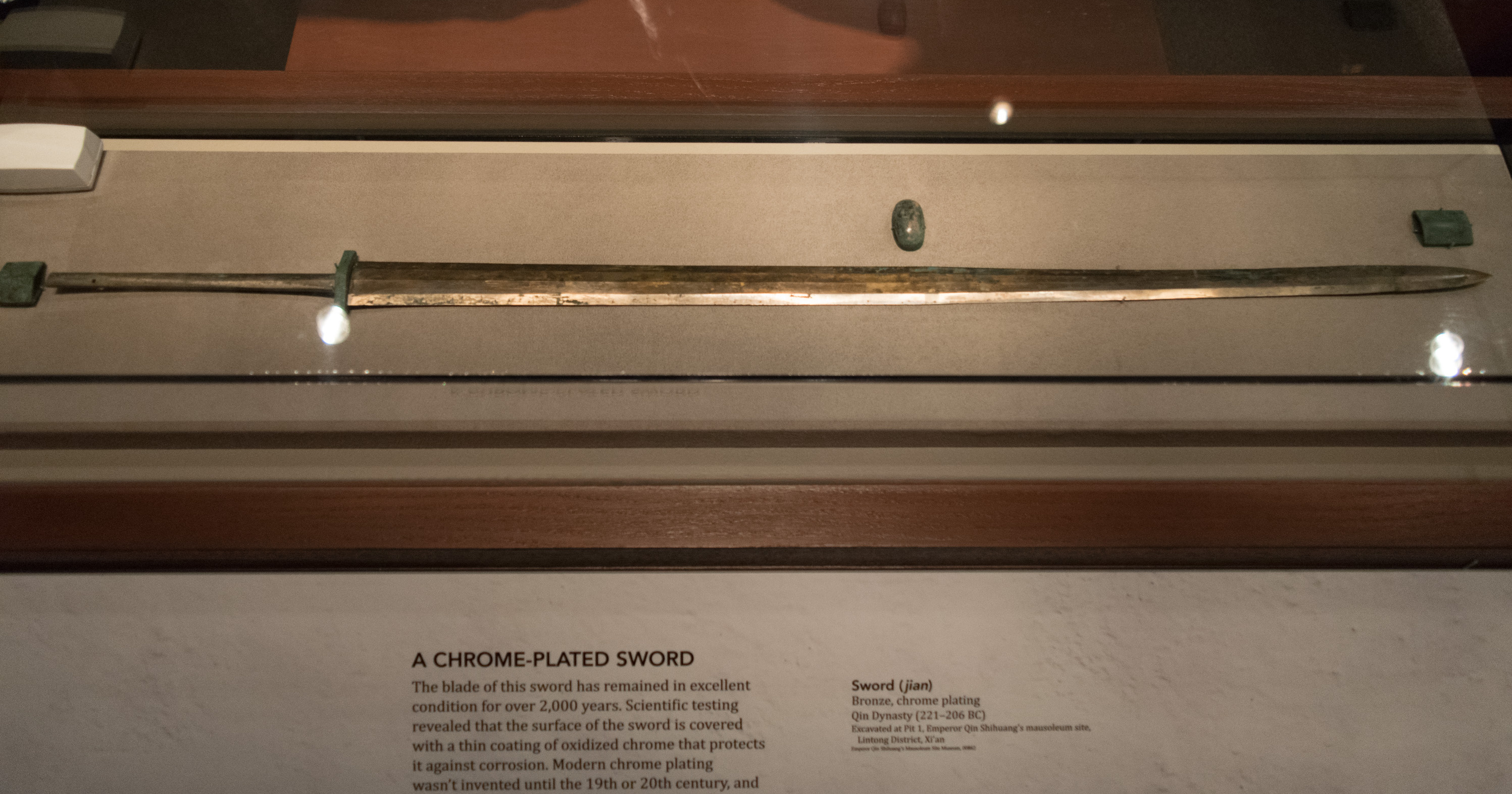
Jian della Dinastia Qin
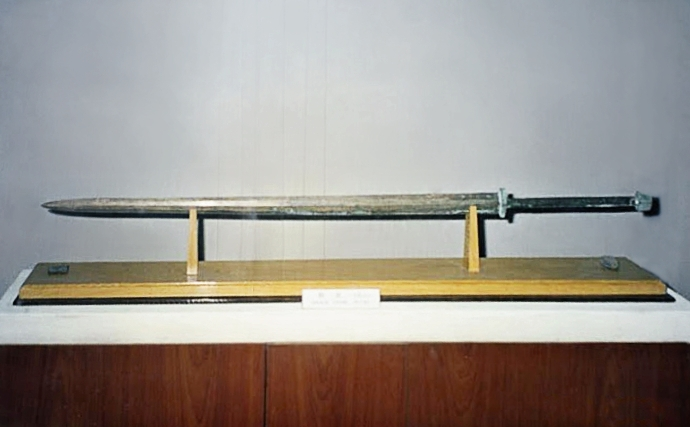
Jian della Dinastia Qin

### Dinastia Han (206 a.C.-220 d.C.)

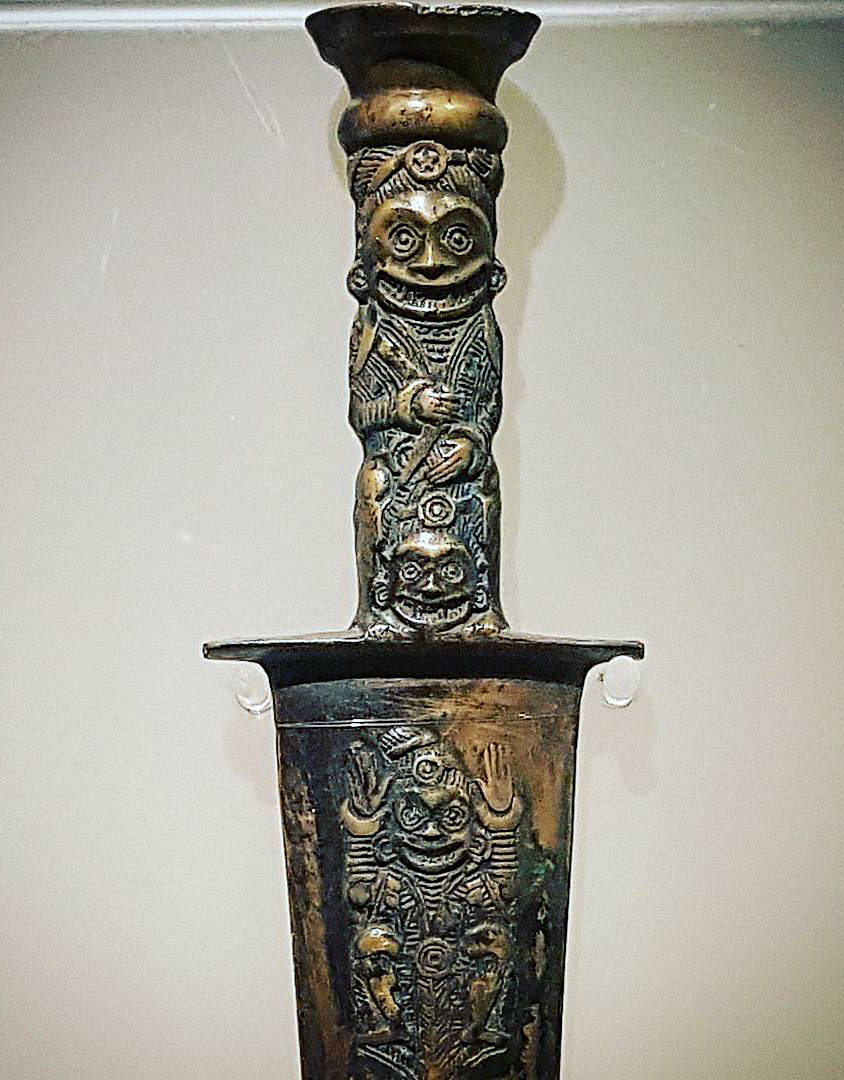
Impugnatura di una spada in bronzo del Regno di Dian.

La Dinastia Han subentrò ai Qin nel dominio del neonato impero le cui forze armate andavano standardizzandosi. Venne istituito un esercito permanente (Beijun 北軍) a disposizione del sovrano supportato da un esercito volontario di coscritti (Nanjun 南軍). Le forze armate presero ad essere divise in pianta stabile in fanteria, cavalleria (seppur i carri restarono in uso sino alle guerre contro gli Hsiung-Nu) e marina militare. L'imperatore, sicuro della sua forza, poté quindi intraprendere campagne per estendere il suo dominio inglobando nuovi territori che apportarono alla metallurgia ed oplologia siniche il loro contributo. Nel frattempo, la tecnica metallurgica cinese (comprendente la piegatura, l'inserimento di leghe e l'indurimento differenziale del tagliente) raggiunse il Vietnam, la Corea e il Giappone ed il jian cinese influenzò la linea e lo sviluppo del geom coreano e del tsurugi nipponico.
Il jian mantiene in epoca Han il suo "primato" di spada standard. Figura pertanto nel novero delle "Cinque Armi": le altre quattro erano la sciabola (dao), la lancia, l'alabarda (jǐ 戟T) e il bastone (gùn 棍T, 棍S). Un'altra versione delle Cinque Armi elenca l'arco e la balestra come un'arma, il jian e il dao come un'arma, oltre ad alabarda, scudo e armatura. Il jian era un'arma popolare durante l'era Han e nacque una classe di spadaccini che si guadagnavano da vivere attraverso la scherma: i jianke (剑客T, jiànkè P). La scherma con la spada era anche un passatempo popolare per gli aristocratici. Si sa che esisteva un manuale in 37 capitoli noto come la Via dei Jian oggi scomparso. Si diceva che la Cina meridionale e centrale avesse prodotto i migliori spadaccini. Esisteva un'arma chiamata "Jian decapita-cavalli" perché si supponeva fosse in grado di tagliare la testa di un cavallo. Tuttavia, un'altra fonte dice che era uno strumento di esecuzione utilizzato in occasioni speciali piuttosto che un'arma militare.
La sciabola dao (ancora nella tipologia zhibeidao seppur più lungo) iniziò proprio in questo periodo a diffondersi, inizialmente come robusta arma di cavalleria. Gli esemplari archeologici hanno una lunghezza di 86-114 cm, impugnatura con pomolo ad anello e lama monofilare inspessita sul lato non affilato. L'uso sempre massiccio della cavalleria da parte dell'esercito Han (sino a 300.000 unità) spinse chiaramente in favore di un'arma manesca "da cavallo" quanto più affidabile e pratica possibile, facendo la fortuna del dao. Usata in combinazione con lo scudo (di forma rettangolare), la sciabola si costituì poi rapidamente come un pratico sostituto del jian, divenendo con il passare del tempo la scelta più popolare anche tra i soldati di fanteria. Dopo il periodo Han, la Danza della Spada iniziò ad essere praticata anche con il dao e non più solo con il jian.
Un resoconto della formazione tattica di Duan Jiong nel 167 specifica che egli dispose "tre ranghi di alabarde (長 鏃 changzu), spadaccini (利刃 liren) e lancieri (長矛 changmao), supportati da balestre (強弩 qiangnu), con cavalleria leggera (輕騎 jingji) su ogni ala."

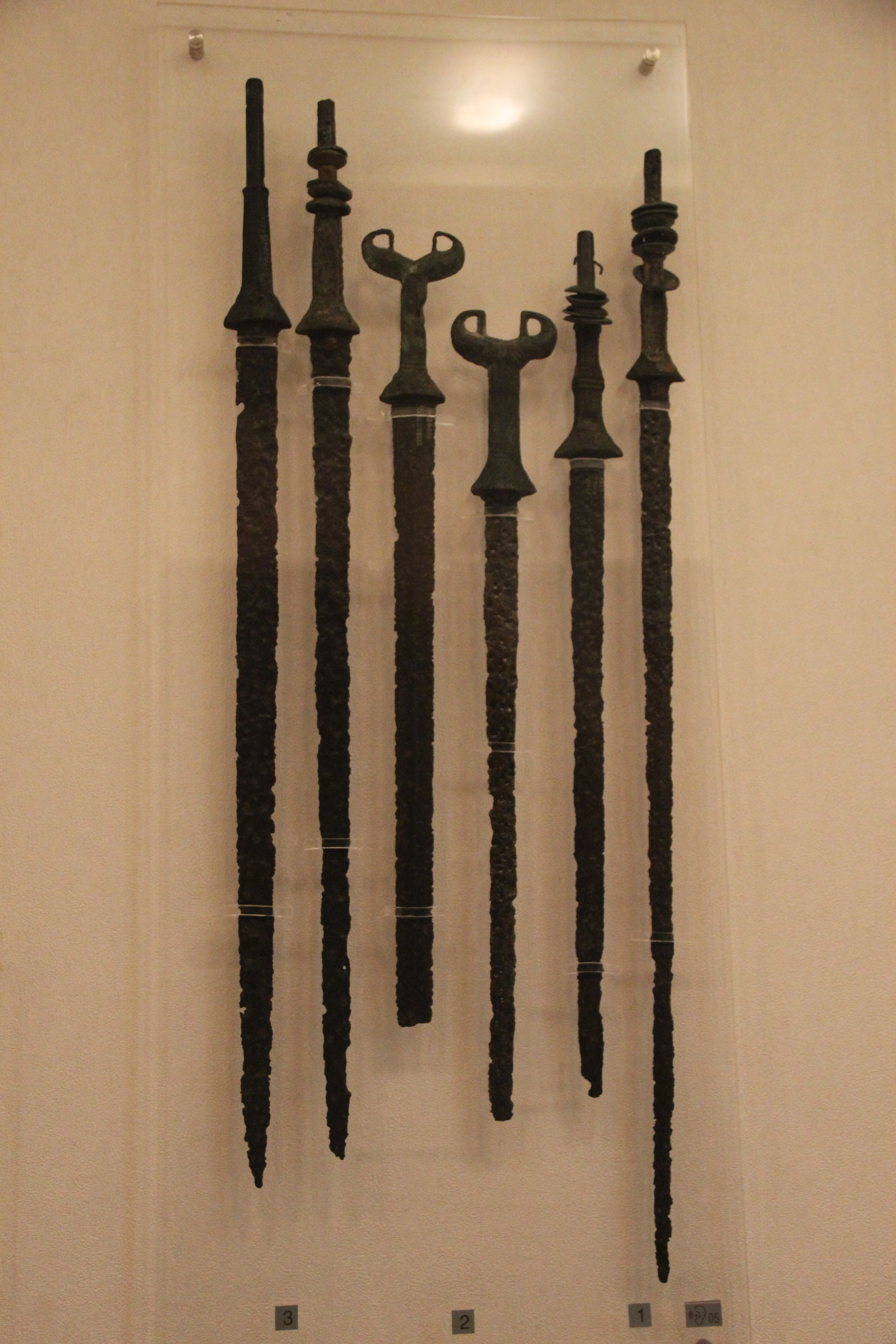
Jian della dinastia Han
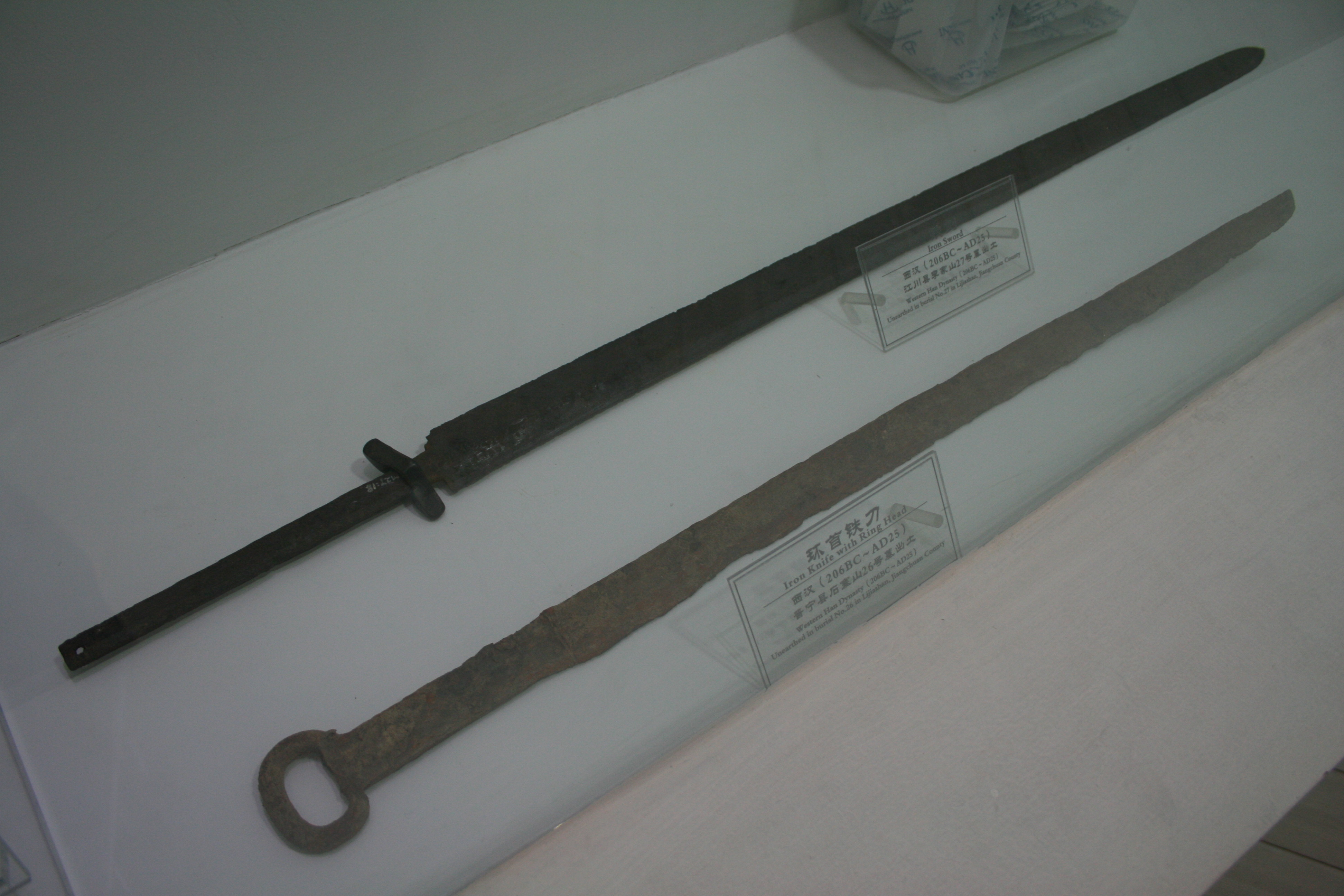
Jian e dao della dinastia Han
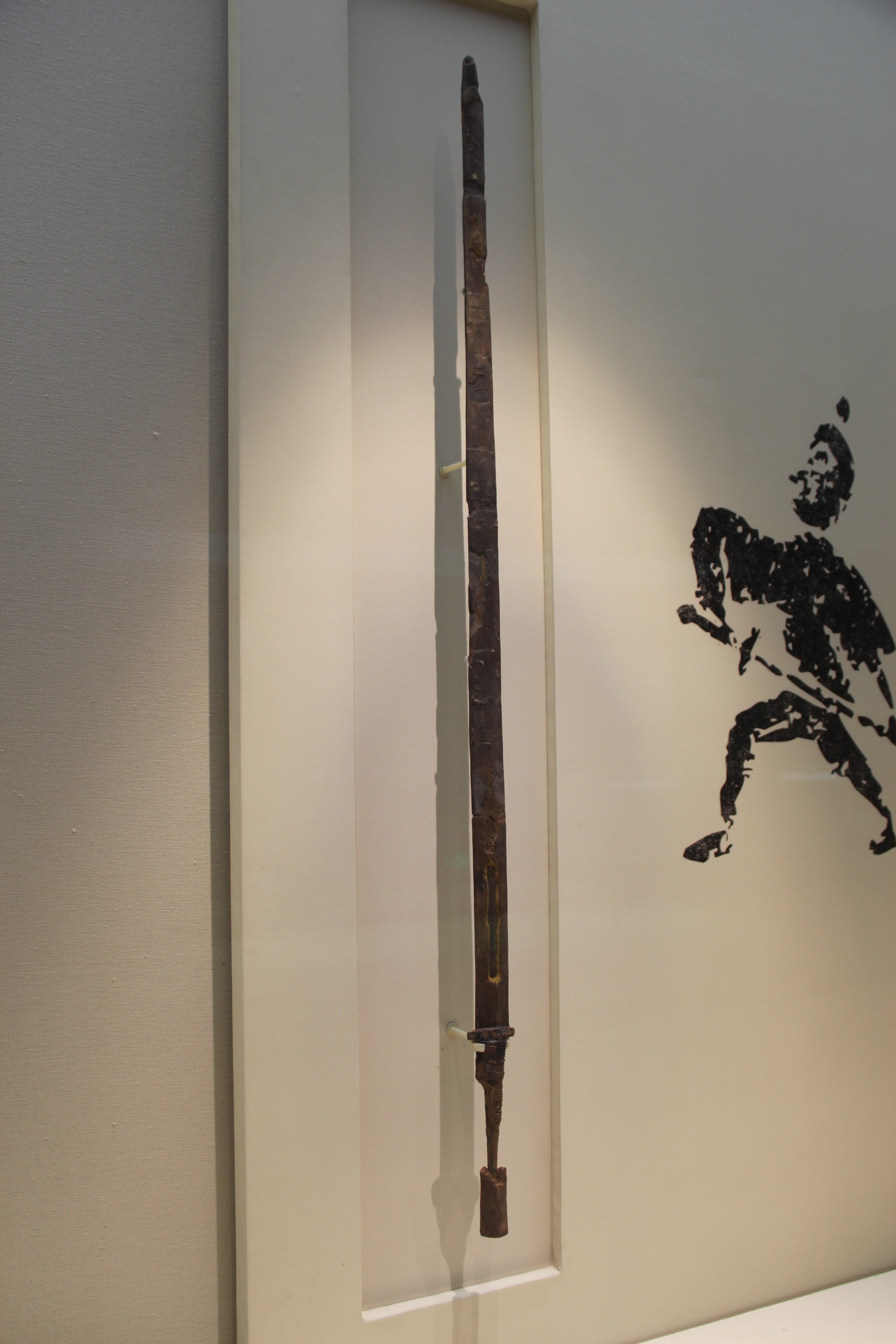
Jian della dinastia Han
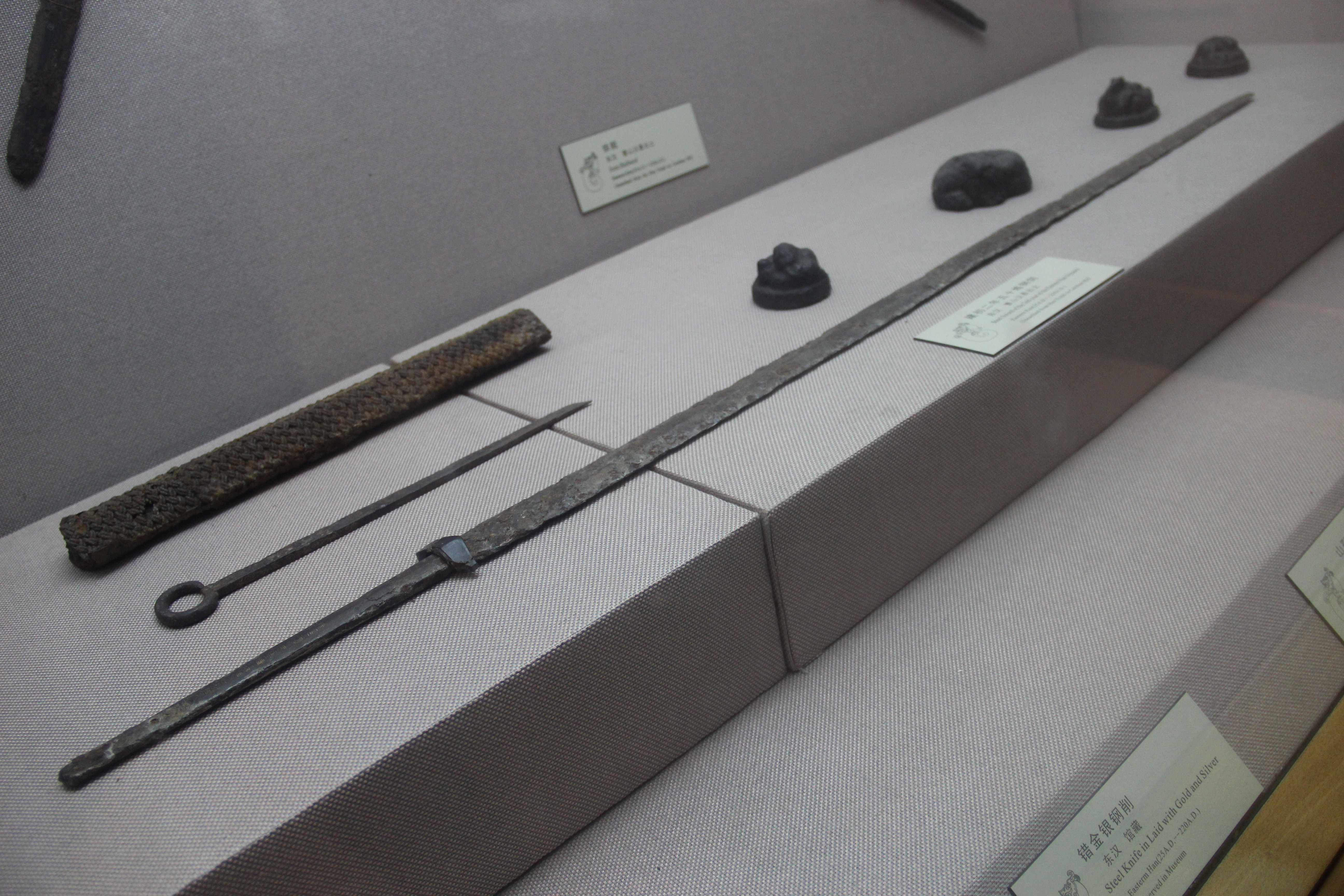
Jian della dinastia Han con fodero
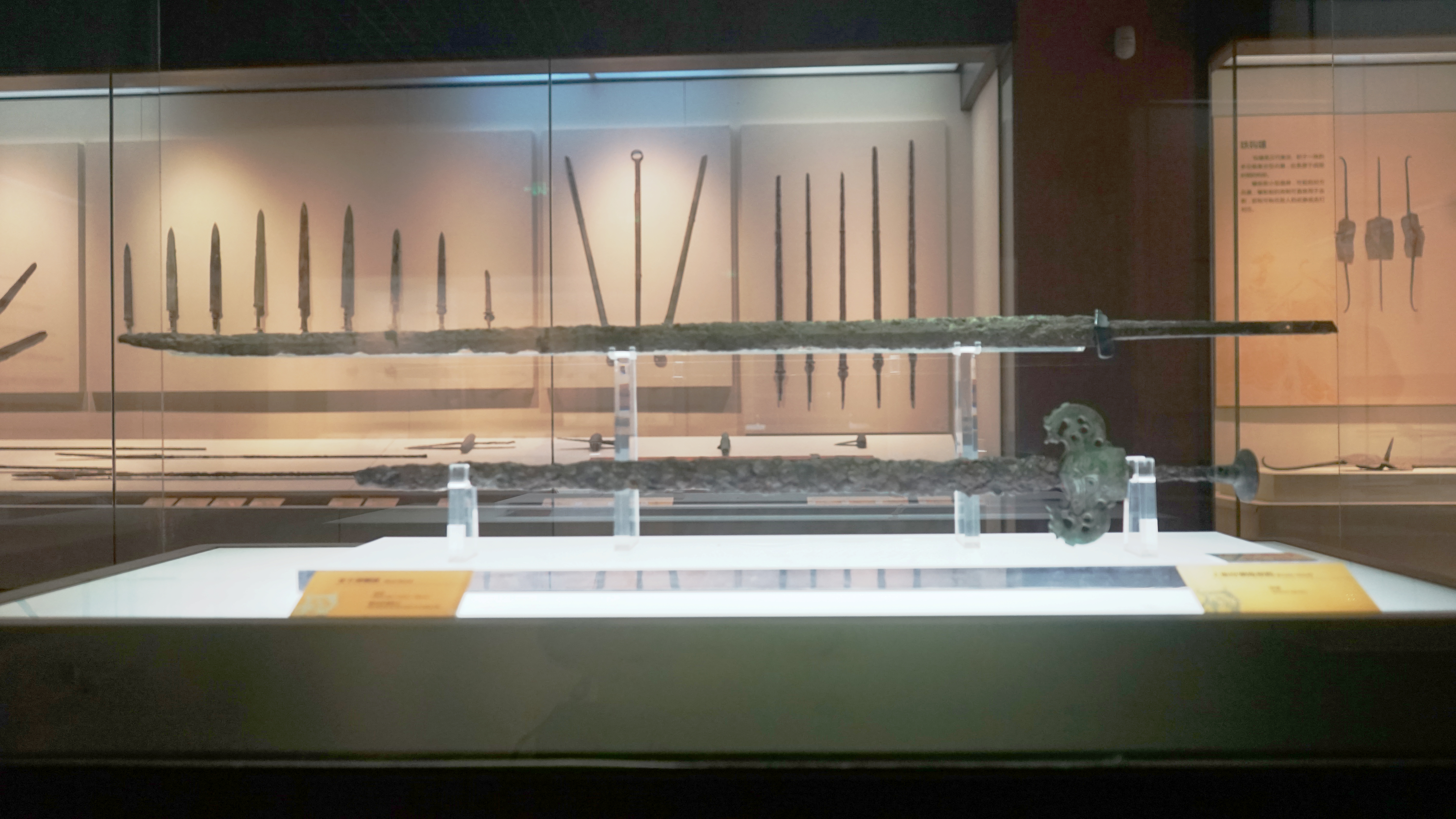
Jian della dinastia Han con guardia elaborata

### Tre regni (184/220-280) e Dinastia Jìn (265–420)

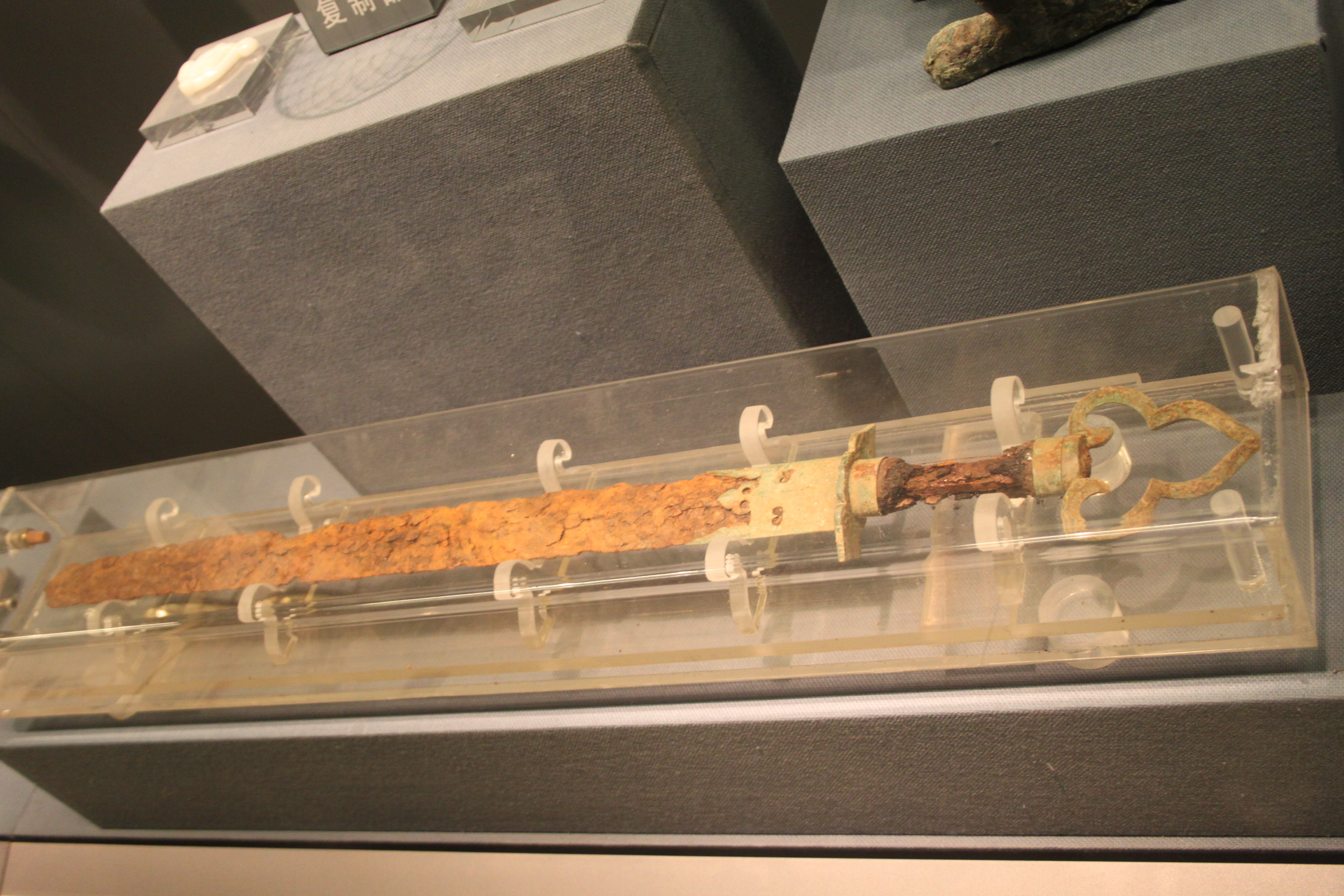
Jian in ferro della Dinastia Jìn.

Il sistematico degrado della Dinastia Han innescò nel 184 la c.d. "Rivolta dei Turbanti Gialli" che aprì un secolo di torbidi noto come Periodo dei Tre Regni nel corso del quale vennero menzionate spade di dimensioni idiosincratiche: un individuo di nome Chen apparentemente brandiva una grande spada di oltre due metri di lunghezza; La moglie di Sun Quan aveva più di cento assistenti armate di dao; ecc. Alla fine dei Tre Regni, il dao aveva completamente superato il jian come arma primaria da combattimento ravvicinato. Il jian, più leggero e meno resistente del dao, si spostò nel dominio dei ballerini di corte, dei funzionari in alta uniforme e dei guerrieri esperti. La Dinastia Jìn seppe parzialmente ripristinare l'integrità dell'impero ma dovette fronteggiare le invasioni e le rivolte delle popolazioni nomadi della steppa dopo la devastante Guerra degli otto principi (291-306) (八王之亂S, bā wáng zhī luànP). Proprio il costante contatto/scontro con i nomadi, spec. Xianbei e Xiongnu, favorì la diffusione in Cina della cavalleria pesante, della staffa ed il conseguente consolidarsi d'una predominanza d'uso del dao con conseguente ibridazione tra la linea archetipica della sciabola cinese e le sciabole dei nomadi.

### Dinastie del Nord e del Sud (420-589)

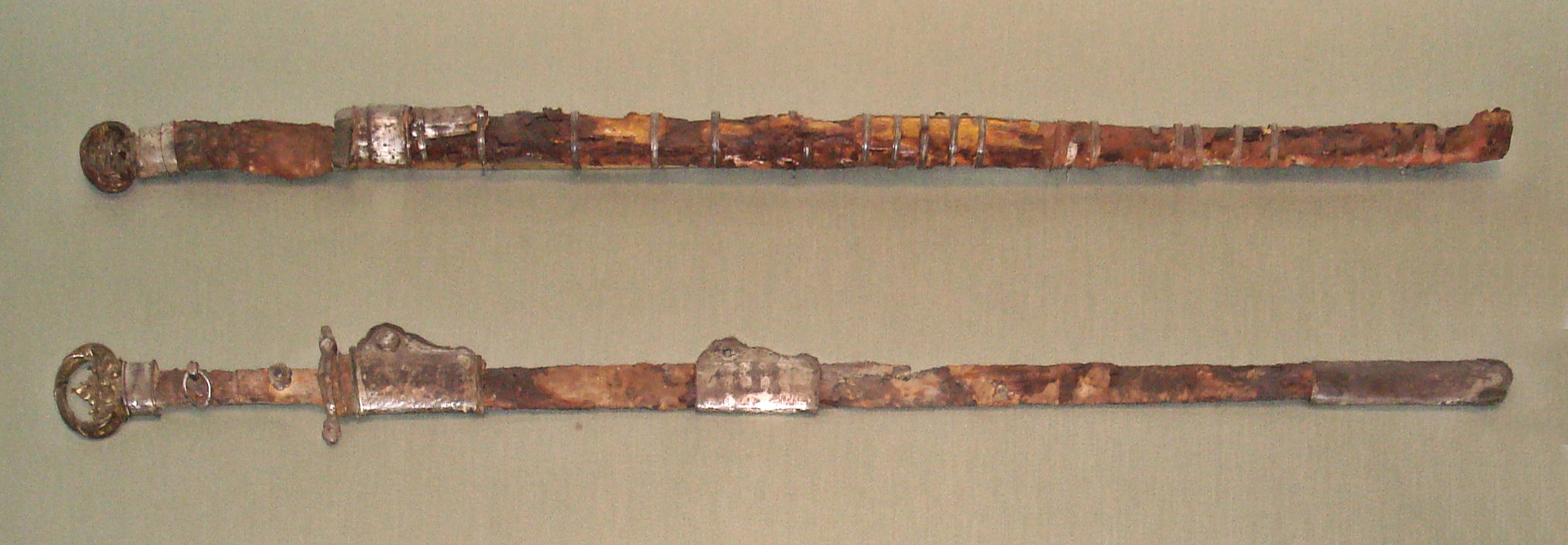
Zhibeidao della Dinastia Sui.

Tra il V ed il VI secolo, tra la fine dei Jìn (420) e l'avvento della Dinastia Sui (581-618), l'impero cinese si frantumò in diversi imperi minori (di fatto dei regni) in perenne lotta tra loro come al tempo degli "Stati Combattenti", le c.d. Dinastie del Nord e del Sud. Si trattò nuovamente di un'epoca di grande interesse per la storia militare della Cina. Fu in questo periodo (spec. VI sec.) che il fabbro Qimu Huaiwen introdusse, nel Regno Qi Settentrionale, il processo di produzione dell'acciaio di "co-fusione" che utilizzava metalli di diverso contenuto di carbonio per creare acciaio. Apparentemente, i dao realizzati con questo metodo sarebbero stati capaci di penetrare "30 lamelle d'armatura" ma non è chiaro se l'armatura fosse di ferro o di cuoio.
(Wagner 2008, p. 256)

### Dinastia Tang (618-907)
Al tempo della Dinastia Tang, la sciabola cinese originò quattro sotto-tipologie: il "dao cerimoniale", il "dao da difesa", il "dao incrociato" (Hengdao) e il "dao diviso" (Modao). Il dao cerimoniale, o "spada imperiale", era un oggetto di corte solitamente decorato con oro e argento. Il Dao da difesa non ha specifiche ma il suo nome è auto-esplicativo. Lo hengdao era un'arma da cinta da cui il suo nome più antico, "dao da cintura" (Peidao): con lama diritta monofilare, era la spada d'ordinanza dei balestrieri. Il modao, anche chiamato "dao Lungo" (changdao), era un ibrido tra spada ed arma inastata: consisteva in un lama di 91 cm inastata su un bastone di 120 cm con calzuolo di ferro - esemplari eccezionalmente grandi raggiungevano i 3 m di lunghezza e il peso di 10,2 kg. I modao erano branditi dalle forze d'avanguardia d'élite dei Tang e usati per lanciare attacchi.
(Taibai Yinjing)
La crescente popolarità del dao in Cina portò alla sua diffusione in Corea ed in Giappone.

### Dinastia Song (960-1279)
Al tempo della Dinastia Song, il dao proseguì nella sua diffusione ed evoluzione, sviluppando la foggia curva della lama, probabilmente prendendo a modello la scimitarra delle popolazioni turco-mongole con cui i cinesi avevano sempre più a che fare. L'uso di dao sempre più grandi venne apprezzato per le loro possibilità tattiche come armi "d'impatto", sia in azioni difensive sia come strumento di contenimento: svilupparono in questo periodo il Dadao, sorta di coltella a due mani sinica, e il "Dao decapita-cavalli" (Zhanmadao), un'enorme sciabola a due mani (lama di 93,6 cm ed elsa di 31,2 cm) testimoniatoci dal Xu Zizhi Tongjian Changbian (1183). Entrambe queste nuove varianti del dao avevano pomolo anelliforme.

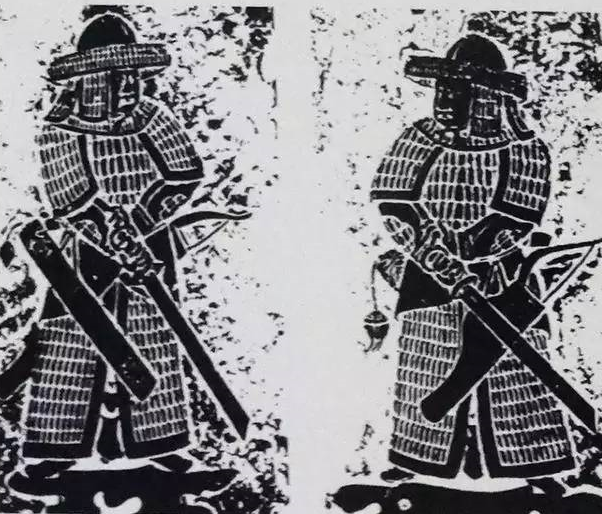
Soldati Song armati di dao
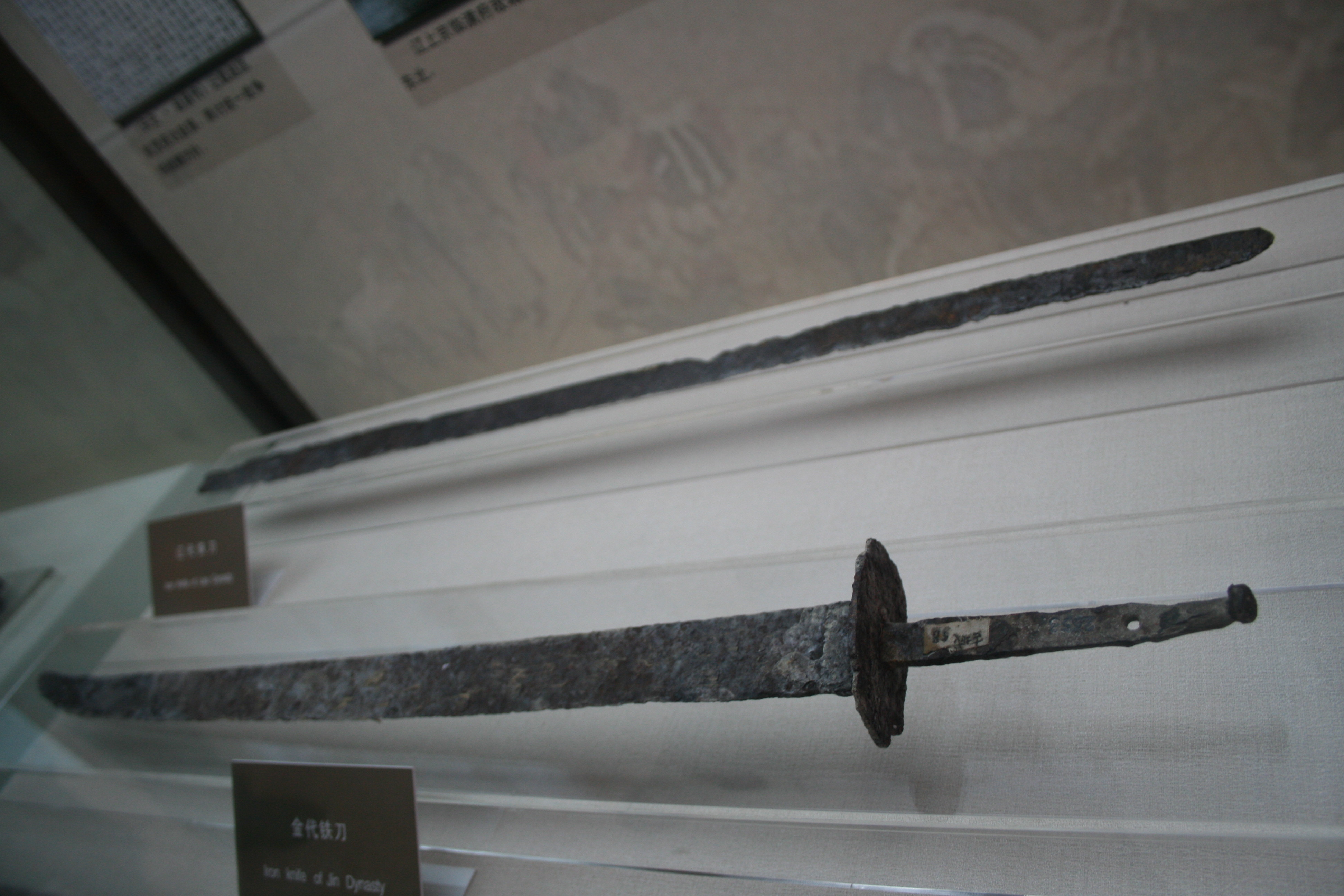
Spade Liao e Jin

### Dinastia Yuan (1279-1368)

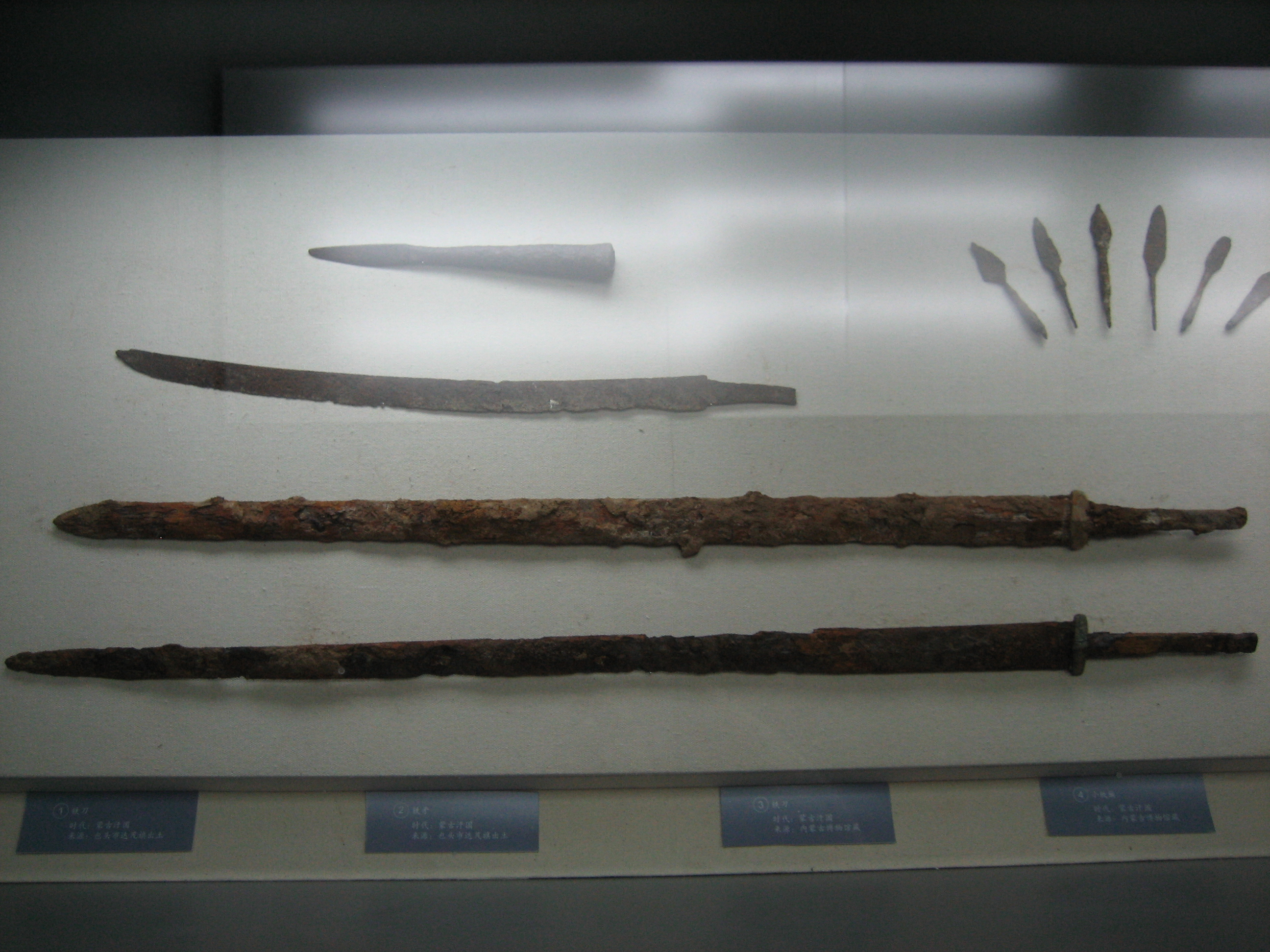
Jian in stile cinese dell'Impero mongolo.

Con l'invasione mongola della Cina all'inizio del XIII secolo e la fondazione della dinastia Yuan, la scimitarra della steppa iniziò ad influenzare pesantemente il disegno delle spade cinesi, anche da un punto di vista decorativo come intricati intagli sulla lama e le c.d. "perle rotolanti", piccole sfere di metallo che rotolano lungo le scanalature della lama. La scimitarra era stata usata da turchi, tungusi e altri popoli della steppa eurasiatica almeno dall'VIII secolo ed era arma d'elezione dell'aristocrazia mongola. La sua efficacia nella guerra a cavallo e la popolarità tra i soldati dell'intero impero mongolo ebbe effetti duraturi.

Ciò nonostante, il jian conobbe una rinascita nel periodo Yuan e fu usato più spesso.
In Cina, l'influenza mongola durò a lungo anche dopo il crollo della Dinastia Yuan per mano della Dinastia Ming, perdurando sino alla Dinastia Qing (fondata dal clan Aisin Gioro della Manciuria), favorendo la popolarità del dao e generando una varietà di nuove lame dalla curvatura sempre più marcata: Yanmaodao a lama diritta come i vecchi zhibeidao e curvo solo presso la punta; Liuyedao a lama leggermente curva, poi divenuto la tipologia standard di sciabola per fanteria e cavalleria; Piandao dalla forma molto più simile alla scimitarra; e il pesante Niuweidao a punta sfasata. Alla metà del periodo Ming, queste nuove sciabole avrebbero completamente sostituito il jian come arma manesca militare d'elezione.

### Dinastia Ming (1368-1644)

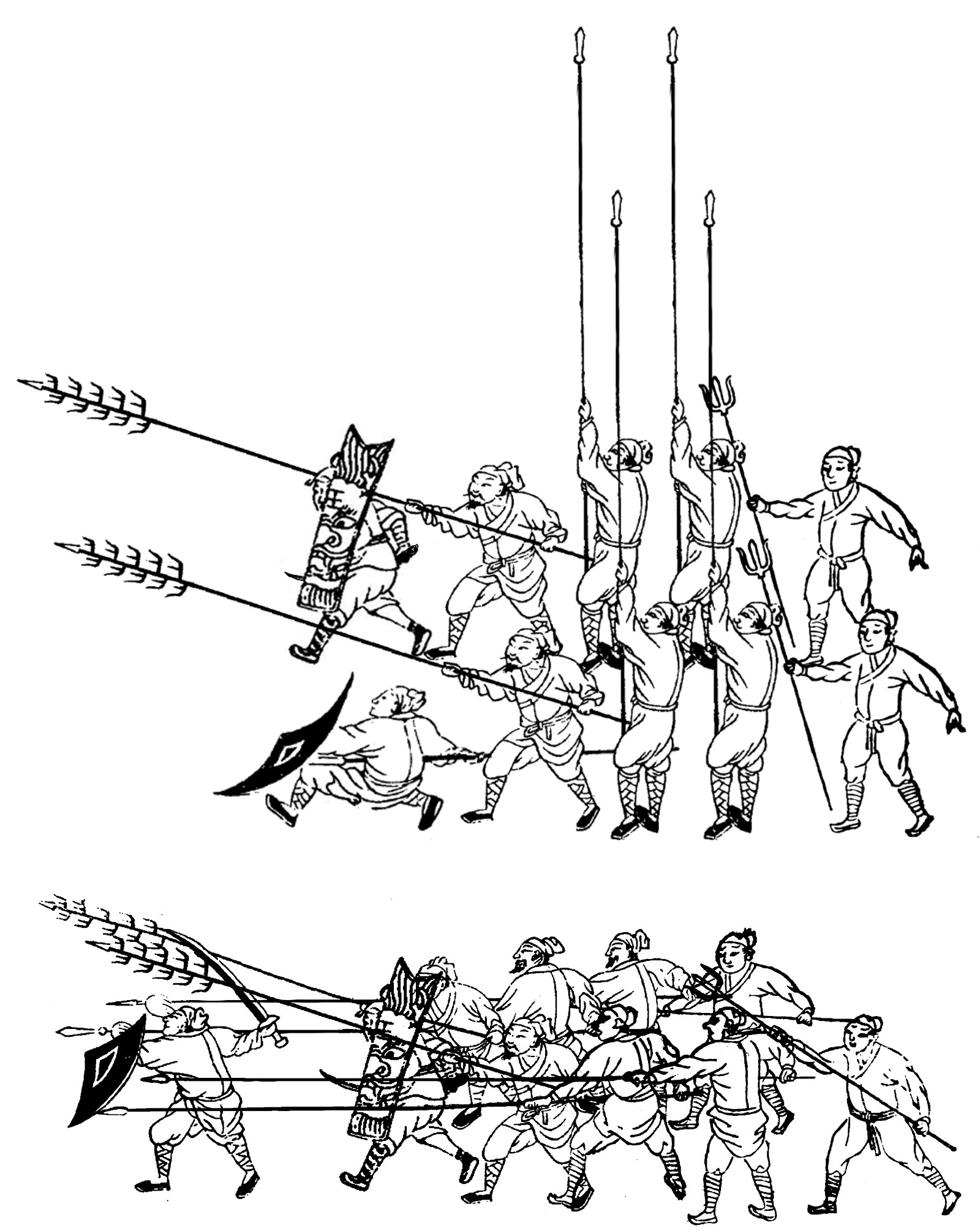
La "formazione anatra mandarina" di Qi Jiguang.

Nell'esercito Ming, diffusore in Cina dell'uso massivo delle armi da fuoco portatili (senza però scalfire il primato dell'arco e della balestra), l'arma bianca primaria del soldato cinese era la lancia, per la quale riceveva un addestramento di cento giorni. L'arma base per il combattimento ravvicinato era il dao, ormai a lama curva. Il jian cadde in disgrazia ma vide un uso limitato da parte di un piccolo numero di specialisti in armi e divenne altrimenti noto per le sue qualità come indicatore di raffinatezza accademica.
Lo zhanmadao diviene sotto i Ming arma inastata con lama di 96 cm su asta di 128 cm, essenzialmente un falcione. Si ipotizza che lo svedese Frederick Coyett stesse parlando di quest'arma quando descrisse le truppe di Zheng Chenggong che brandivano strane spade inastate:
(Frederick Coyett)
Qi Jiguang (1528-1588) schierò i suoi soldati in una formazione di 12 uomini chiamata "anatra mandarina" che consisteva in quattro picchieri, due uomini che trasportavano dao con uno scudo grande e uno piccolo, due detentori di "spazzola di lupo", un ufficiale di retroguardia e un facchino.

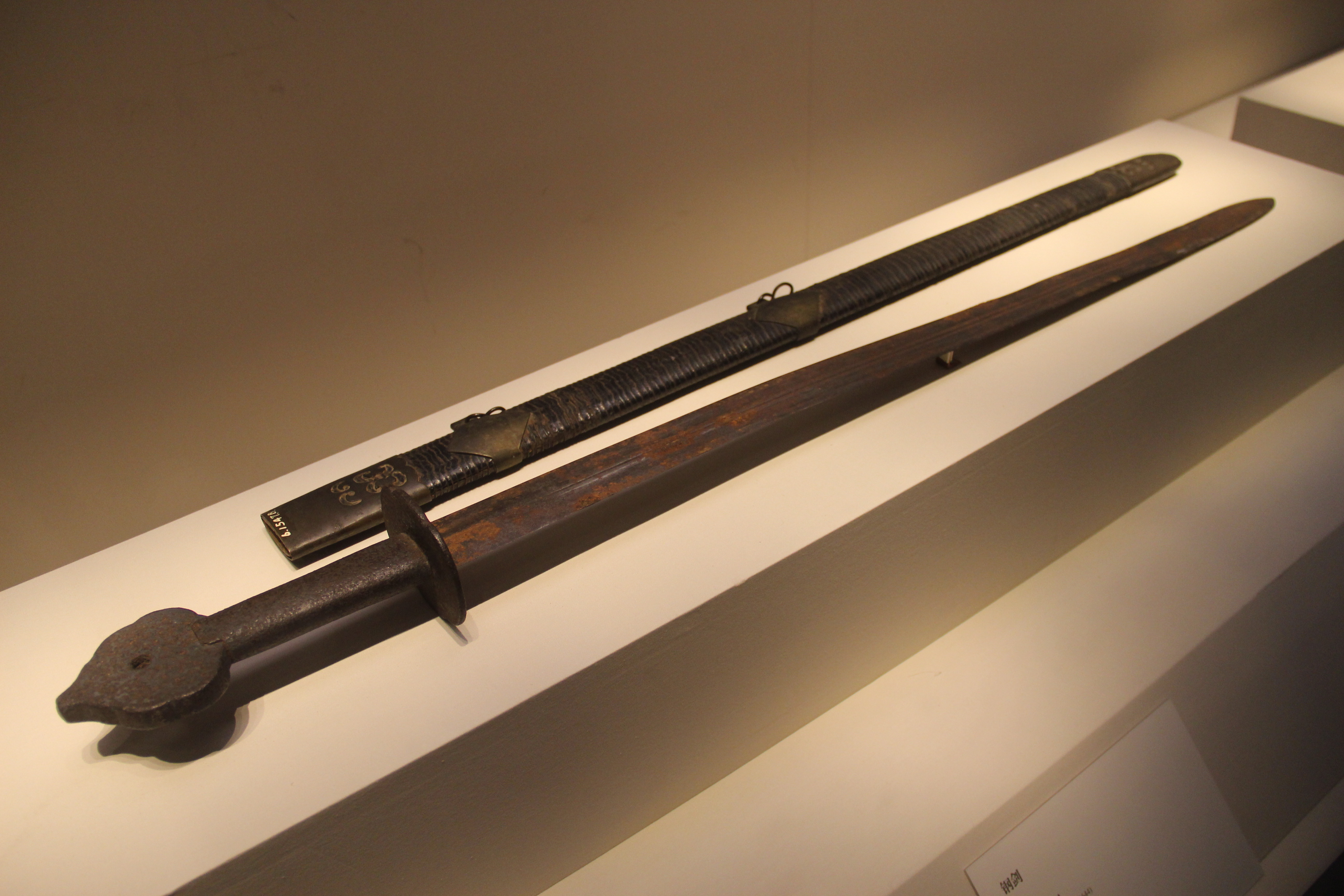
Jian (in acciaio) della Dinastia Ming
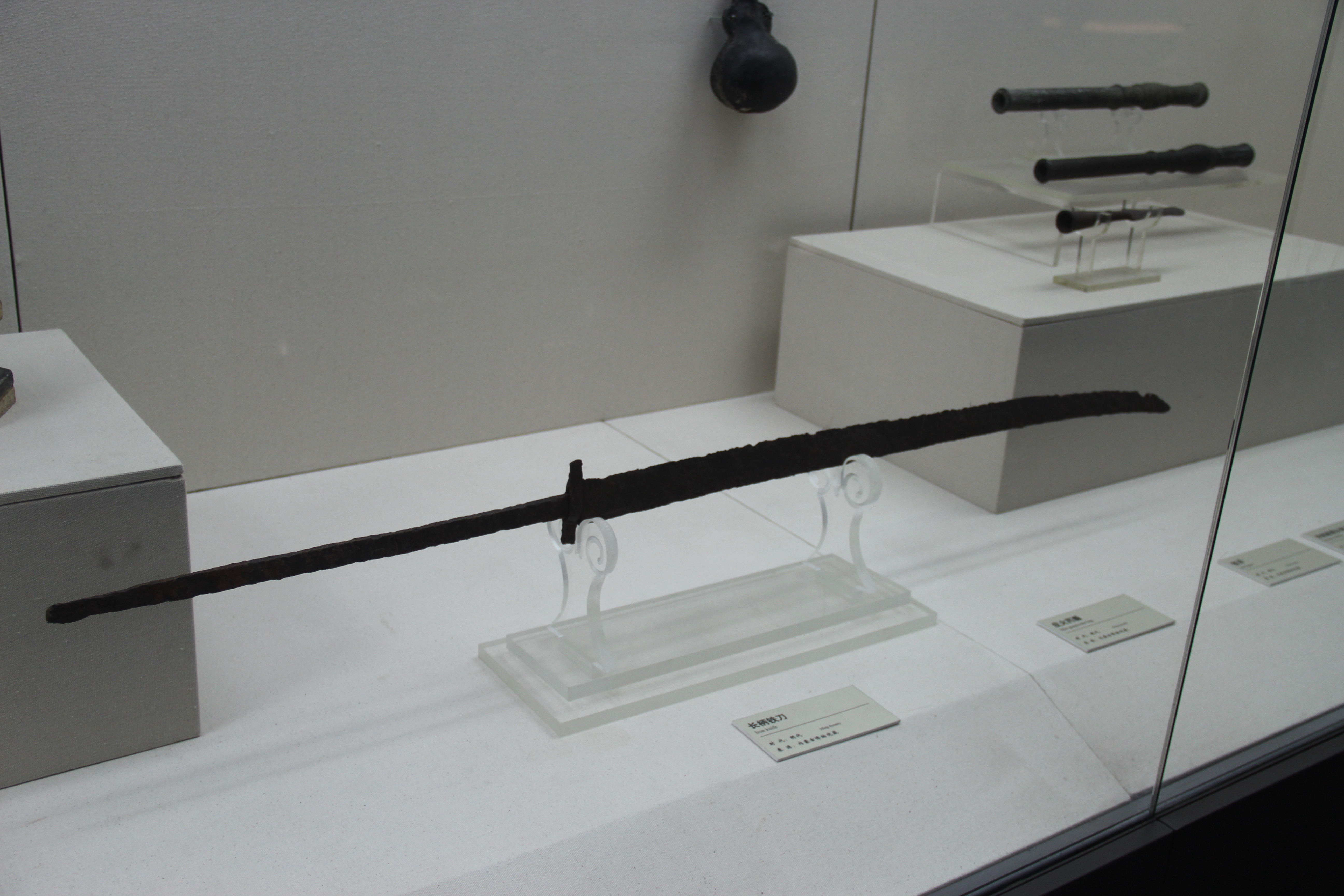
Zhanmadao (in ferro) inastato della Dinastia Ming
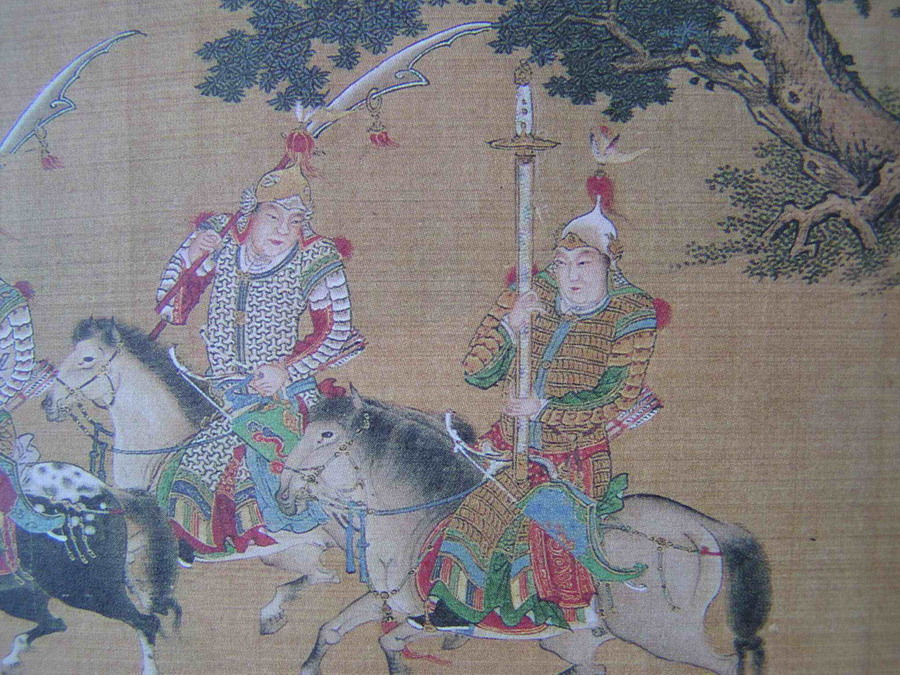
Soldati Ming armati di dao e jian
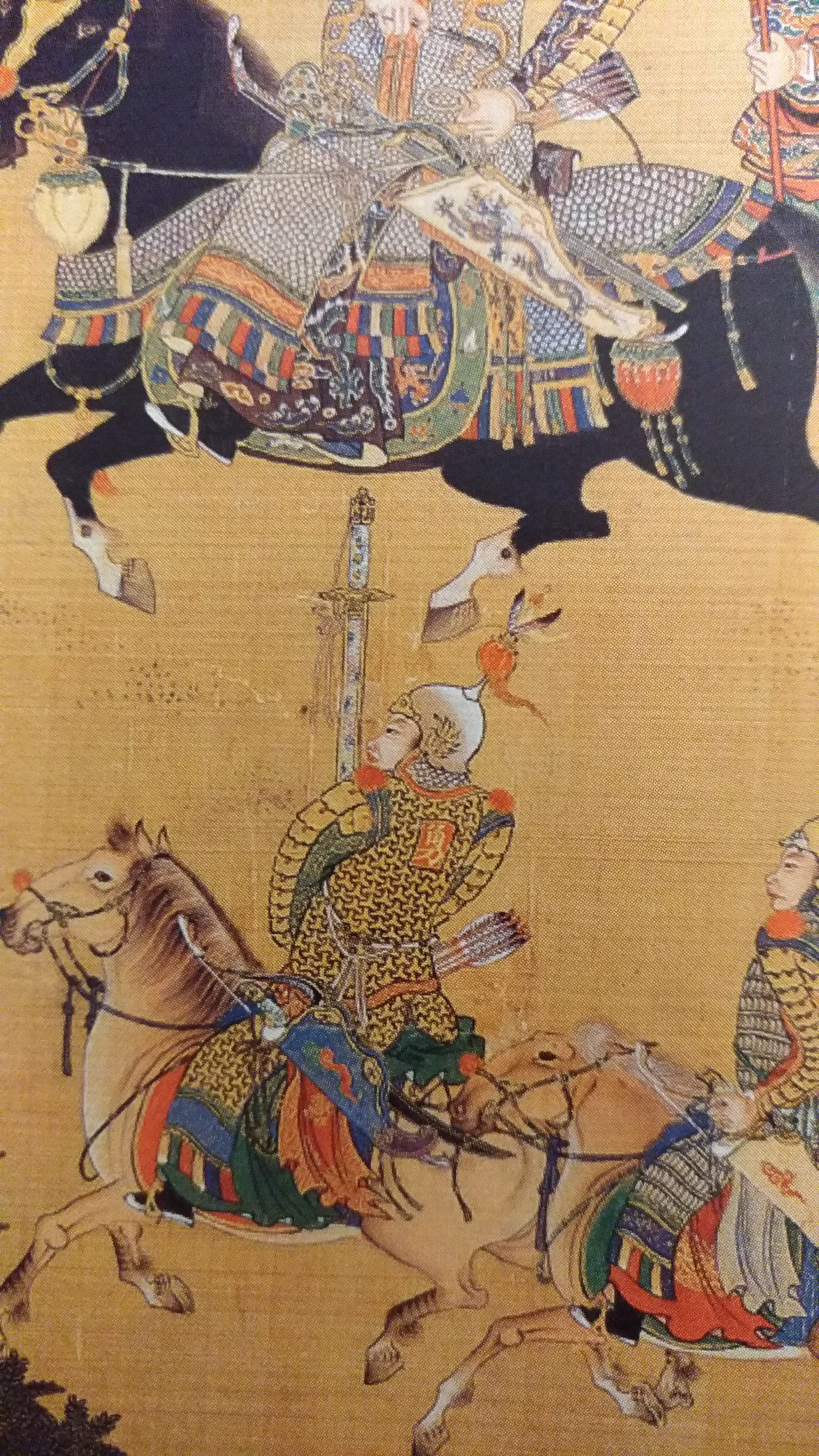
Soldato Ming armato di jian

### Dinastia Qing (1644-1912)
Dopo la conquista da parte dell'emergente (ed effimera) dinastia Shun della capitale Pechino nel 1644, gli aristocratici fedeli alla causa dei Ming si organizzarono nelle loro roccaforti nelle province meridionali del paese, c.d. "Ming Meridionali". Nel frattempo, i tungusi Manciù del principe-reggente Dorgon stroncarono l'effimera l'usurpazione Shun e presero per sé il potere, fondando la dinastia Qing che restò al potere in Cina sino al XX secolo.

## Tipi di spade cinesi
|  | Changdao                          | Dinastia Ming                     | Spada anti-cavalleria, spesso confusa con il più recente Miao dao. Grande arma monofilare simile alla giapponese ōdachi. Evoluzione moderna del più arcaico Zhǎnmǎdāo. |
|  | Dadao                             |                                   | La "Coltella a due mani cinese", derivato dai coltelli dei contadini, ha lama ricurva lunga 2-3 piedi, una grande elsa a "una mano e mezza" o due. Storicamente fu poco usata a livello militare e viene più spesso associata con le milizie civili o rivoluzionarie. |
|  | Dao                               |                                   | La sciabola cinese, originariamente con foggia simile al costoliere e poi sviluppatasi in forma di scimitarra. Nel corso dei secoli, sviluppò diverse sotto-tipologie. |
|  | Húdié shuāng dāo (Spada farfalla) |                                   | Arma originaria della Cina Meridionale poi diffusasi a nord. Rispetto al profilo "classico" del dao, ha lama diritta e corta, priva di contro-taglio e punta da coltello, e impugnatura con paramano sviluppante dalla guardia a "S" il cui altro braccio disegna in un uncino ad angolo retto, rivolto verso la lama, simile al rebbio del sai. Manca del tutto il pomolo. Il profilo complessivo, date le ridotte dimensioni (circa 40 cm di lunghezza complessiva), è quello di un'arma molto corta, tozza e maneggevole. |
|  | Jian                              |                                   | Il jian è una spada a lama diritta a doppio taglio, in uso in Cina da 2.500 anni. Le prime fonti cinesi che menzionano il jian risalgono al VII secolo a.C. durante il "Periodo delle primavere e degli autunni". Uno dei primi reperti è la c.d. "Spada di Goujian". Le versioni storiche a una mano hanno lame che variano da 45 a 80 cm di lunghezza. Il peso del jian standard con lama di 70 cm era di 700-900 g. Esistono anche versioni più grandi a due mani utilizzate per l'allenamento da molti stili di arti marziali cinesi. Nel folclore cinese, il jian è l'arma del gentiluomo ed è considerato una delle quattro armi principali, insieme a bastone, lancia e sciabola. |
|  | Liuyedao                          | Dinastia Ming e Dinastia Qing     | Dao a lama lunga, non molto curva e relativamente sottile, diffusa sia tra le forze di fanteria sia di cavalleria. |
|  | Miao dao                          | Repubblica di Cina (1912-1949)    | Dao con impugnatura a due mani, forse derivata alla katana giapponese, massicciamente utilizzata dalle forze cinesi durante la Seconda guerra sino-giapponese. |
|  | Nan dao                           |                                   | Dao con impugnatura a una mano e mezza, utilizzata principalmente negli esercizi e nelle forme contemporanee di Wushu. È la variazione meridionale del Beidao. La sua lama rassomiglia quella della Spada Farfalla ma è di dimensioni maggiori. |
|  | Niuweidao                         | Tarda Dinastia Qing               | Dao d'uso principalmente civile. |
|  | Piandao                           | Tarda Dinastia Ming               | Dao dalla lama marcatamente ricurva, simile alla shamshir persiana. Arma scarsamente diffusa. |
|  | Shuang gou (Spada uncinata)       |                                   | Arma esotica con lunga lama anteriore che termina con un uncino rivolto verso l'avversario, pomolo in forma di pugnale di circa 25 cm affilato su entrambi i lati e lama a mezzaluna di 25/30 cm come paramano. |
|  | Wodao                             | Dinastia Ming                     | Dao sviluppato da modelli giapponesi (fond. tachi e ōdachi). |
|  | Yanmaodao                         | Tarda Dinastia Ming-Dinastia Qing | Dao d'uso militare dalla foggia particolare: una sorta di ibrido tra il jian ed il dao, con lama diritta e curva solo in prossimità della larga punta. |
|  | Zhǎnmǎ dāo                        | Dinastia Song                     | Grande sciabola a due mani impiegata per abbattere i cavalli come la spada a due mani europea. |
|  | Zhibeidao                         | Dinastia Han                      | Forma arcaica del dao: un costoliere. |

### Esplicative
1. ↑  (EN) White WC, Bronze Culture of Ancient China, University of Toronto Press, 1956,  p. 208, OCLC 609478033. ipotizza che in Cina il ferro non soppianti il bronzo se non «dopo la fine della dinastia Zhou (481 a.C.)» e che i vasi in bronzo sostituiscano completamente la maggioranza di quelli in metallo attraverso il più tardo periodo Han, o il 221 d.C.
2. ↑  (EN) Ebrey PB, Walthall A e Palais JB, Pre-Modern East Asia: A Cultural, Social, and Political History, Houghton-Mifflin Company, 2006, ISBN 0-618-13386-0. Fu per primo re Wuling di Zhao, post 307 a.C., ad organizzare truppe di cavalleria cinese su modello dei nomadi della steppa: arcieri a cavallo con giubbe, pantaloni e cappucci di pelo.

### Bibliografiche
1. 1 2  (EN) Allan S (a cura di), The Formation of Chinese Civilization: An Archaeological Perspective, 2005, ISBN 0-300-09382-9.
2. ↑  Wagner 1996, pp. 191-199.
3. 1 2  Sugawara-Lujian, pp. 298-299.
4. 1 2  Rodell 2003, p. 17.
5. ↑  Sugawara-Lujian, pp. 4-5.
6. ↑  (EN) Allan S, Erlitou and the Formation of Chinese Civilization: Toward a New Paradigm, in The Journal of Asian Studies, vol. 66, n. 2, Cambridge University Press, maggio 2007,  pp. 461-496, DOI:10.1017/S002191180700054X.
7. ↑  (EN) Liu L, The Chinese neolithic: trajectories to early states[collegamento interrotto], Cambridge, Cambridge University Press, 2004, ISBN 0-521-81184-8.
8. ↑  (EN) Liu L e Xu H, Rethinking Erlitou: legend, history and Chinese archaeology, in Antiquity, vol. 81, n. 314, 2007,  pp. 886-901, DOI:10.1017/S0003598X00095983. URL consultato il 2009.
9. ↑  (EN) Sawyer RD e Sawyer ML, Sun Tzu's The Art of War, Barnes and Noble, 1994,  p. 35, ISBN 978-1-56619-297-2.
10. ↑  Lorge 2011, p. 21.
11. 1 2 3  Lorge 2011, p. 36.
12. ↑  (EN) Loades M, The Crossbow, Osprey Publishing, 2018,  p. 218.
13. 1 2  Lorge 2011, p. 37.
14. ↑  Peers 2006, p. 31.
15. ↑  Wagner 1996, p. 197.
16. ↑  Peers 2013, p. 60.
17. ↑  Lorge 2011, p. 62.
18. ↑  Peers 2006, p. 44.
19. ↑  Peers 1995, pp. 15-16.
20. ↑  Chang 2007, p. 158.
21. ↑  Lorge 2011, p. 68.
22. ↑  Lorge 2011, p. 69.
23. 1 2 3  Lorge 2011, p. 103.
24. 1 2 3 4  (EN) zhan-ma-dao, su greatmingmilitary.blogspot.com.
25. 1 2 3 4  Tom, p. 207.
26. 1 2  Lorge 2011, pp. 69-70.
27. ↑  Chang 2007, pp. 174-178.
28. ↑  Graff 2002, p. 41.
29. ↑  Crespigny, p. 157.
30. ↑  Lorge 2011, p. 80.
31. ↑  Lorge 2011, p. 86.
32. ↑  Lorge 2011, p. 78.
33. ↑  Lorge 2011, pp. 83-84.
34. ↑  Peers 2006, p. 91.
35. ↑  Graff 2002, p. 42.
36. ↑  Graff 2016, p. 64.
37. ↑  (EN) Hanson C, The Mongol Siege of Xiangyang and Fan-ch'eng and the Song military, in The Journal of Medieval Military History, The Boydell Press, 2004.
38. ↑  Lorge 2011, p. 148.
39. ↑  Tom-Rodell, p. 84.
40. ↑  Tom, p. 209 e 218.
41. 1 2  Lorge 2011, p. 180.
42. ↑  Tom, p. 211.
43. ↑  Tom-Rodell, p. 76.
44. ↑  Tom-Rodell, p. 77.
45. ↑  Tom-Rodell, pp. 77-78.
46. ↑  Tom-Rodell, p. 78.
47. ↑  Tom-Rodell, pp. 78-79.
48. 1 2  Tom, pp. 207-209.
49. ↑  Lorge 2011, p. 167.
50. ↑  Lorge 2011, p. 181.
51. ↑  Lorge 2011, p. 177.
52. ↑  Coyett, p. 51.
53. ↑  Peers 2006, pp. 203-204.

### Fonti
- (ZH) Ceng G, Dīng D e Yáng W, Wǔjīng Zǒngyào, 1044.
- (EN) Coyett F, Neglected Formosa: a translation from the Dutch of Frederic Coyett's Verwaerloosde Formosa ['t Verwaerloosde Formosa], 1975  [1675].
- (ZH) Qi J, Jixiao Xinshu, 1560.

### Studi
- (EN) Andrade T, The Gunpowder Age: China, Military Innovation, and the Rise of the West in World History, Princeton University Press, 2016, ISBN 978-0-691-13597-7.
- (EN) Chang C, The Rise of the Chinese Empire, vol. 1, The University of Michigan Press, 2007.
- (EN) Crespigny R de, Fire Over Luoyang: A History of the Later Han Dynasty, 23-220 AD, Brill, 2017.
- (EN) Graff DA, The Eurasian Way of War: Military practice in seventh-century China and Byzantium, Routledge, 2016.
- (EN) Graff DA, Medieval Chinese Warfare, 300-900, Routledge, 2002.
- (EN) Kitamura T, Zhanlue Zhanshu Bingqi: Zhongguo Zhonggu Pian, Gakken, 1999.
- (EN) Lorge PA, The Reunification of China: Peace through War under the Song Dynasty, Cambridge University Press, 2015.
- (EN) Lorge PA, Chinese Martial Arts: From Antiquity to the Twenty-First Century, Cambridge University Press, 2011, ISBN 978-0-521-87881-4.
- (EN) Peers CJ, Battles of Ancient China, Pen & Sword Military, 2013.
- (EN) Peers CJ, Soldiers of the Dragon: Chinese Armies 1500 BC - AD 1840, Osprey Publishing, 2006.
- (EN) Peers CJ, Late Imperial Chinese Armies: 1520-1840, Osprey Publishing, 1997.
- (EN) Peers CJ, Imperial Chinese Armies (2): 590-1260AD, Osprey Publishing, 1996.
- (EN) Peers CJ, Imperial Chinese Armies (1): 200BC-AD589, Osprey Publishing, 1995.
- (EN) Peers CJ, Medieval Chinese Armies: 1260-1520, Osprey Publishing, 1992.
- (EN) Peers CJ, Ancient Chinese Armies: 1500-200BC, Osprey Publishing, 1990.
- (EN) Perdue PC, China Marches West, The Belknap Press of Harvard University Press, 2005.
- (EN) Philip MW e Rodell SM, An Introduction to Chinese Single-Edged Hilt Weapons (Dao) and Their Use in the Ming and Qing Dynasties, in Kung Fu Tai Chi, 2005,  pp. 76-85.
- (EN) Robinson KG, Science and Civilization in China Volume 7 Part 2: General Conclusions and Reflections, Cambridge University Press, 2004.
- (EN) Rodell SM, Chinese Swordsmanship: The Yang Family Taiji Jian Tradition, Seven Stars Books and Video, 2003, ISBN 978-0-9743999-4-2.
- (EN) Sugawara T e Lujian X, Aikido and Chinese Martial Arts: Its Fundamental Relations, vol. 1, Japan Publications Trading, 1996, ISBN 0-87040-934-4.
- (EN) Swope KM, A Dragon's Head and a Serpent's Tail: Ming China and the First Great East Asian War, 1592–1598, University of Oklahoma Press, 2009.
- (EN) Tom PMW, Some Notable Sabers of the Qing Dynasty at the Metropolitan Museum of Art, in Metropolitan Museum Journal, n. 36, 2001,  pp. 207-222, DOI:10.2307/1513063.
- (EN) Tom PMW e Rodell SM, An Introduction to Chinese Single-Edged Hilt Weapons (Dao) and Their Use in the Ming and Qing Dynasties, in Kung Fu Tai Chi, 2005,  pp. 76-85.
- (EN) Wagner DB, Science and Civilization in China : Volume 5-11: Ferrous Metallurgy, Cambridge University Press, 2008.
- (EN) Wagner DB, Iron and Steel in Ancient China, Brill, 1996, ISBN 90-04-06234-3.
- (EN) Wood WW, Sketches of China, 1830.
- (EN) Wright D, From War to Diplomatic Parity in Eleventh Century China, Brill, 2005.